# Ludomir Skórewicz
Ludomir Skórewicz (ur. 4 kwietnia 1902 w Baku, zm. 20 lub 21 czerwca 1940 w Palmirach) – polski prawnik, uczestnik walk o granice w latach 1918–1921, starosta grodzki i powiatowy z okresu II Rzeczypospolitej, ofiara zbrodni w Palmirach.

## Życiorys
Był synem Kazimierza Skórewicza i Rafaeli Bończa-Skórewicz z Rutkowskich. Gdy miał cztery lata, jego rodzina przeprowadziła się z Baku do Warszawy. W latach 1912–1920 pobierał nauki w gimnazjum im. Pawła Chrzanowskiego. W 1912 przystąpił do rodzącego się ruchu skautowego, w późniejszym okresie należał natomiast do 2 Warszawskiej Drużyny Harcerskiej im. Tadeusza Rejtana. W okresie szkolnym związał się również z młodzieżowymi organizacjami niepodległościowymi. W latach 1915–1920 był członkiem Organizacji Młodzieży Narodowej, gdzie pokonując kolejne szczeble w strukturze organizacyjnej doszedł do stanowiska prezesa Zarządu Głównego. Od 1916 roku działał również w szeregach konspiracyjnego PET. W 1917 roku, z powodu udziału w demonstracji urządzonej w proteście przeciw wywiezieniu Józefa Piłsudskiego do Magdeburga, został na krótko uwięziony przez okupacyjne władze niemieckie.
W październiku 1918, w związku z rysującą się klęską państw centralnych, organizował Zbrojne Pogotowie Młodzieży (ZPM). Pełnił funkcję komendanta okręgu warszawskiego ZPM. 10 listopada 1918 wraz z kolegami rozbroił niemiecki garnizon parku samochodowego oraz stajen w Belwederze, przekazując następnie zarekwirowane pojazdy i konie tworzącemu się Wojsku Polskiemu. Po rozbrojeniu wojsk niemieckich w Warszawie organizował drużyny ZPM, pełniące służbę wartowniczą na dworcach kolejowych oraz przy obiektach o znaczeniu strategicznym. Po zdaniu egzaminu maturalnego wstąpił ochotniczo w szeregi Wojska Polskiego (wiosna 1920). Został wówczas przydzielony do Dowództwa Kwatery Naczelnego Wodza. W listopadzie 1920 został zdemobilizowany. Rozpoczął studia na Wydziale Prawa i Administracji Uniwersytetu Warszawskiego, które jednak szybko przerwał, aby wziąć udział w III powstaniu śląskim. W składzie I dywizjonu artylerii Grupy „Północ” uczestniczył m.in. w bitwie o Górę św. Anny. 
Po zakończeniu powstania Skórewicz powrócił na studia. W listopadzie 1924 uzyskał dyplom magistra prawa, a trzy miesiące później został aplikantem Sądu Apelacyjnego w Warszawie. Pokonując kolejne szczeble doszedł do stanowiska podprokuratora warszawskiego Sądu Okręgowego. Około 1930 roku objął funkcję zastępcy naczelnika wydziału bezpieczeństwa publicznego w Komisariacie Rządu na m.st. Warszawę. W lutym 1933 został powołany na stanowisko starosty grodzkiego warszawskiej dzielnicy Praga. W czasie wielkiej powodzi, która dotknęła Warszawę w lipcu 1934, kierował sztabem akcji przeciwpowodziowej. W latach 1935–1936 piastował stanowisko starosty powiatu toruńskiego, pełniąc jednocześnie obowiązki starosty grodzkiego miasta Torunia. W 1937 został przeniesiony na Polesie, gdzie sprawował funkcję starosty powiatu koszyrskiego. Z tej funkcji został zwolniony we wrześniu 1937. Powrócił następnie do Warszawy, gdzie po odbyciu aplikacji został wpisany na listę adwokatów tamtejszego Sądu Apelacyjnego (1938).
Skórewicz należał do grona bliskich współpracowników Adama Skwarczyńskiego. W październiku 1933 wraz z trzema innymi zwolennikami Skwarczyńskiego – Witoldem Ipohorskim-Lenkiewicz, Ludomirem Rubachem i B. Wroną – założył wydawane własnym sumptem pismo „Czerwona Róża”. Skórewicz, występujący pod pseudonimem „Wit Grot”, był autorem większości artykułów wstępnych. Po wydaniu czterech numerów pismo przestało wychodzić (1934); jego wydawanie wznowiono jednak w maju 1938. Do 1 sierpnia 1939 ukazało się trzynaście numerów reaktywowanego czasopisma. Skórewicz – ujawniwszy swój wcześniejszy pseudonim – pisał już wówczas pod własnym nazwiskiem.
Na temat losów Skórewicza w pierwszych miesiącach II wojny światowej nie zachowało się zbyt wiele informacji. 16 kwietnia 1940 został aresztowany przez Gestapo. Był więziony na Pawiaku. 20 lub 21 czerwca 1940 został zamordowany w Palmirach wraz z 357 innymi przedstawicielami polskiej inteligencji, aresztowanymi przez Niemców w ramach Akcji AB. Jego szczątki spoczywają na cmentarzu-mauzoleum w Palmirach.
Był żonaty z Martą Perzyńską. Para nie miała dzieci.

## Ordery i odznaczenia
- Złoty Krzyż Zasługi (11 listopada 1934)[7]